# Aleksandr Rjazantsev
Aleksandr Aleksandrovitsj Rjazantsev (Russisch: Александр Александрович Рязанцев; Moskou, 5 september 1986) is een Russisch voormalig voetballer die doorgaans speelde als middenvelder. Tussen 2003 en 2023 was hij actief voor FK Moskou, Roebin Kazan, Zenit Sint-Petersburg, FK Oeral, Amkar Perm, FK Chimki en Torpedo Moskou. Rjazantsev maakte in 2011 zijn debuut in het Russisch voetbalelftal en kwam uiteindelijk tot vijf interlandoptredens.

## Clubcarrière
Rjazantsev speelde in de jeugdopleiding van FK Moskou, maar kwam voor die club slechts twee keer in actie. In 2006 verkaste de middenvelder naar Roebin Kazan. Voor die club zou hij uiteindelijk 155 competitiewedstrijden spelen, waarin hij twintigmaal doel trof. Zijn eerste doelpunt maakte hij op 20 oktober 2009, toen er met 1–2 gewonnen werd van Barcelona in Camp Nou. Op 17 januari 2014 tekende de Rus voor vierenhalf jaar bij Zenit St. Petersburg, dat hem transfervrij overnam. In februari 2016 werd Rjazantsev voor een half jaar op huurbasis gestald bij FK Oeral. In de zomer van 2017 werd hij voor één jaar verhuurd aan Amkar Perm. Na deze verhuurperiode liet hij ook Zenit achter zich. Hierop ging hij spelen voor FK Chimki. Medio 2019 werd Torpedo Moskou de nieuwe werkgever van Rjazantsev. In september 2023 besloot Rjazantsev op zevenendertigjarige leeftijd een punt te zetten achter zijn actieve loopbaan.

## Interlandcarrière
Rjazantsev debuteerde op 7 juni 2011 in het Russisch voetbalelftal. Op die dag werd een vriendschappelijke wedstrijd tegen Kameroen met 0–0 gelijkgespeeld. De middenvelder mocht van bondscoach Dick Advocaat in de basis beginnen en werd tien minuten na rust gewisseld voor Joeri Zjirkov.
| Interlands van Aleksandr Rjazantsev voor Rusland | Interlands van Aleksandr Rjazantsev voor Rusland | Interlands van Aleksandr Rjazantsev voor Rusland | Interlands van Aleksandr Rjazantsev voor Rusland | Interlands van Aleksandr Rjazantsev voor Rusland | Interlands van Aleksandr Rjazantsev voor Rusland | Interlands van Aleksandr Rjazantsev voor Rusland |
| №                                                | Datum                                            | Wedstrijd                                        | Uitslag                                          | Competitie                                       | Goals                                            |                                                  |
| Als speler bij Roebin Kazan                      | Als speler bij Roebin Kazan                      | Als speler bij Roebin Kazan                      | Als speler bij Roebin Kazan                      | Als speler bij Roebin Kazan                      | Als speler bij Roebin Kazan                      | Als speler bij Roebin Kazan                      |
| ------------------------------------------------ | ------------------------------------------------ | ------------------------------------------------ | ------------------------------------------------ | ------------------------------------------------ | ------------------------------------------------ | ------------------------------------------------ |
| 1                                                | 7 juni 2011                                      | Kameroen – Rusland                               | 0 – 0                                            | Vriendschappelijk                                |                                                  |                                                  |
| 2                                                | 6 september 2011                                 | Rusland – Luxemburg                              | 4 – 1                                            | WK 2014 kwalificatie                             |                                                  |                                                  |
| 3                                                | 15 november 2013                                 | Rusland – Servië                                 | 1 – 1                                            | Vriendschappelijk                                |                                                  |                                                  |
| 4                                                | 19 november 2013                                 | Rusland – Zuid-Korea                             | 2 – 1                                            | Vriendschappelijk                                |                                                  |                                                  |
| Als speler bij Zenit St. Petersburg              |                                                  |                                                  |                                                  |                                                  |                                                  |                                                  |
| 5                                                | 31 maart 2015                                    | Rusland – Kazachstan                             | 0 – 0                                            | Vriendschappelijk                                |                                                  |                                                  |

## Erelijst
| Competitie             |              |              |              |              |
| Competitie             | Aantal       | Jaren        |              |              |
| Roebin Kazan           | Roebin Kazan | Roebin Kazan | Roebin Kazan | Roebin Kazan |
| ---------------------- | ------------ | ------------ | ------------ | ------------ |
| Premjer-Liga           | 2            | 2008, 2009   |              |              |
| Russische voetbalbeker | 1            | 2011/12      |              |              |
| Russische supercup     | 2            | 2010, 2012   |              |              |
| Zenit St. Petersburg   |              |              |              |              |
| Premjer-Liga           | 1            | 2014/15      |              |              |
| Russische supercup     | 2            | 2015, 2016   |              |              |
| Torpedo Moskou         |              |              |              |              |
| FNL                    | 1            | 2021/22      |              |              |